# Buffalo Memorial Auditorium
Das Buffalo Memorial Auditorium (kurz: The Aud) war eine Mehrzweckhalle in der US-amerikanischen Stadt Buffalo im Bundesstaat New York, die zwischen 1940 und 1996 in Betrieb war.

## Geschichte
Die Halle wurde von Edward Brodhead Green entworfen und ab dem 30. November 1939 für 2,7 Millionen US-Dollar erbaut. Am 14. Oktober 1940 wurde die Arena eröffnet. Renoviert wurde sie in den Jahren 1970 und 1990. Sie war Heimatort verschiedener Basketball-, Volleyball-, Eishockey- und Fußball-Mannschaften; darunter der Buffalo Sabres und der Buffalo Braves. Auch Tennis- und Ringwettkämpfe fanden dort statt. Die Arena bat Platz für 14.337 Zuschauer und wurde im Jahr 1996 geschlossen. Sie stand 13 Jahre leer und verfiel bis zu ihrer Sprengung im Jahr 2009. 
Neben Sportveranstaltungen wurde das Buffalo Memorial Auditorium auch für Konzerte genutzt. So traten hier national und international erfolgreiche Künstler und Bands wie AC/DC, Bill Haley & His Comets, Bo Diddley, Duke Ellington, Elvis Presley, Frank Sinatra, Grateful Dead, Led Zeppelin, Neil Young & Crazy Horse, Prince, Ray Charles, The Jacksons, The Rolling Stones und The Who auf. Frank Zappa spielte dort 1980 sein (postum veröffentlichtes) Album Buffalo ein.

## Galerie

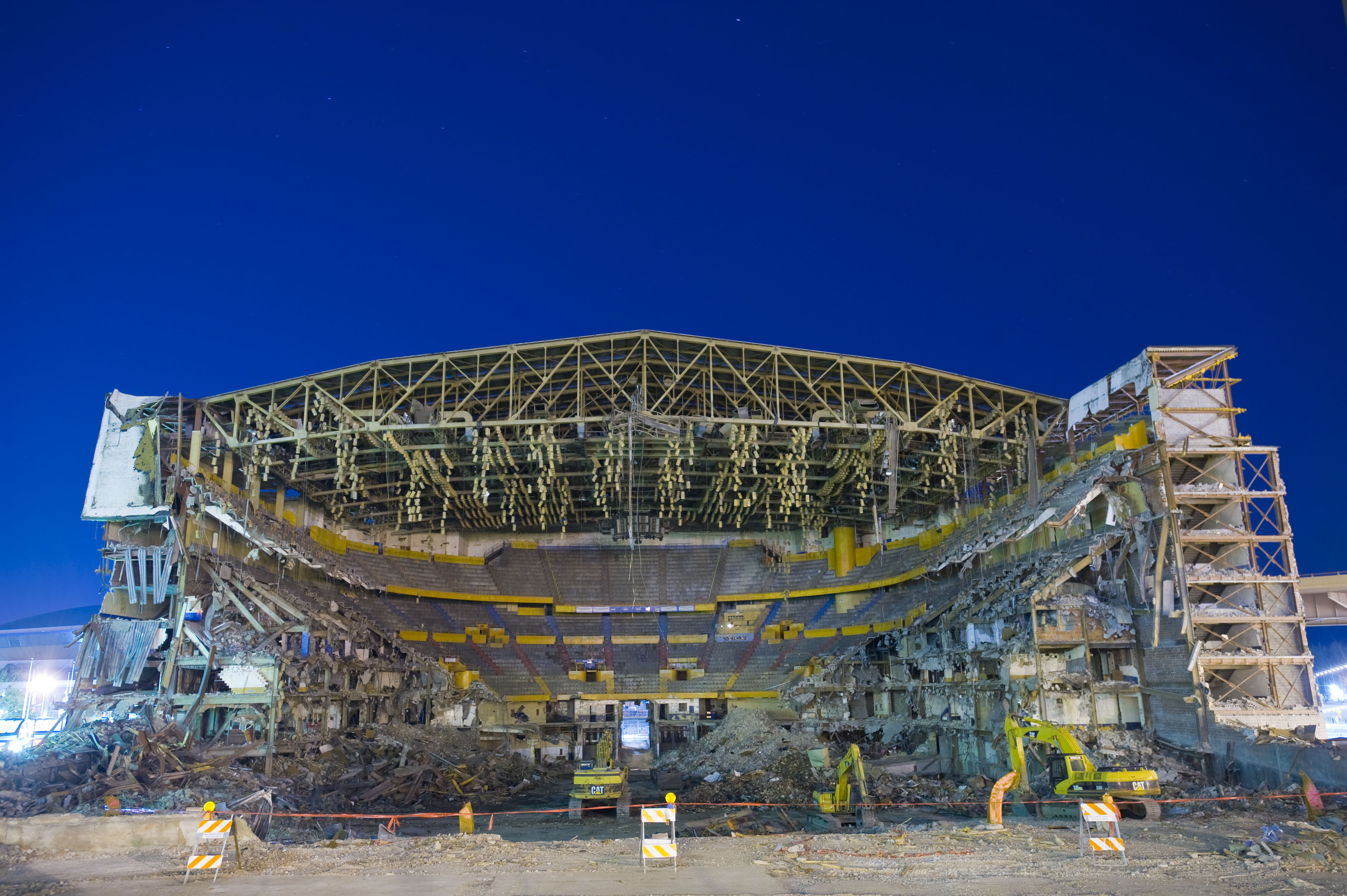
Abriss im April 2009
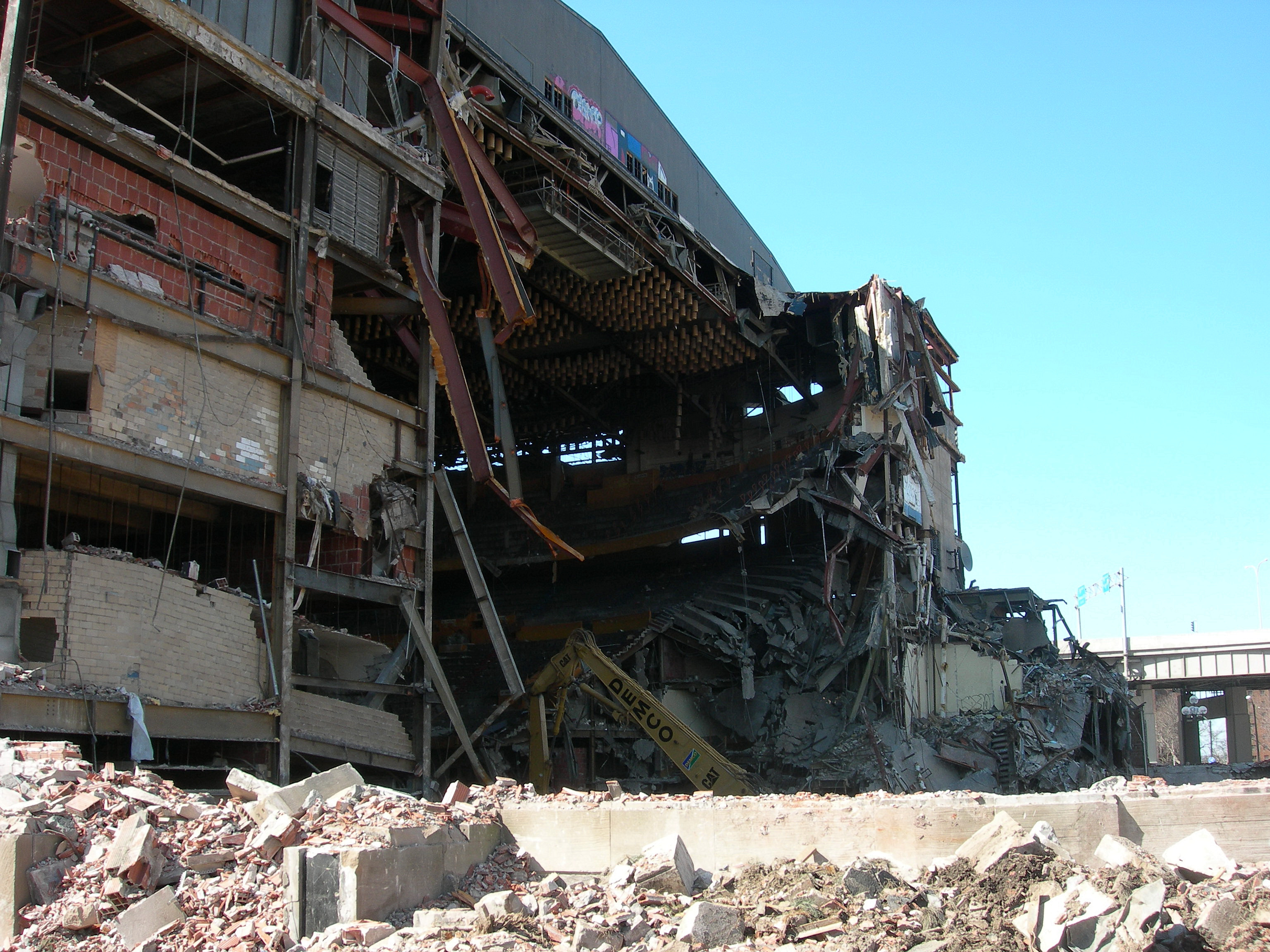
Mai 2009